# Zoological Retrogression
Zoological Regression (lett. "regressione zoologica") è un'opera critica a carattere scientifico didattico di H. G. Wells, la sua prima pubblicazione avviene nel settembre del 1891 sulla rivista The Gentleman's Magazine (Volume 271, pp. 246–253)
L'opera sarà riproposta su The Fin de Siècle - A Reader in Cultural History, c. 1880-1900 dalla casa editrice Sally Ledger & Roger Luckhurst

## Analisi del periodo storico

### Evoluzionismo
La società tardo-vittoriana era perseguitata dalle implicazioni del darwinismo. Le idee delineate nell'opera L'origine delle specie di Charles Darwin (1859) e L'origine dell'uomo e la selezione sessuale (1871) sono state assimilate negli anni 1880 e 1890, inizialmente dalla comunità scientifica e poi da gran parte dell'opinione pubblica. Per molti, l'equilibrio tra fede e dubbio si era rovesciato in modo preoccupante a favore di quest'ultimo, e le domande sulle origini, la natura e il destino del genere umano erano diventate materia da affrontare per la scienza, piuttosto che per la teologia. Il capitolo finale di L'origine dell'uomo e la selezione sessuale contiene un passaggio in cui Darwin conclude che gli umani sono "discesi da un quadrupede peloso dalla coda" che, attraverso vari stadi intermedi, si è evoluto da "una creatura simile ad anfibio, e questo di nuovo da alcuni animali simili ai pesci".
L'evoluzione ha anche sollevato dubbi in un altro senso. Inizialmente appariva logico che l'evoluzione avrebbe sempre portato a miglioramenti fisici e mentali con caratteristiche più deboli e meno utili sradicate nel tempo; tuttavia, fu presto riconosciuto che questo non era necessariamente il caso. L'evoluzione è un processo meccanicistico senza una mano guida o un obiettivo finale e quindi, si è argomentato, in alcune circostanze la degenerazione in forme meno complesse era altrettanto probabile quanto il progresso in quelle più complesse.

### Teoria della degenerazione
Era idea diffusa nel XIX secolo che la civiltà potesse essere in declino e che le cause del declino stessero nel cambiamento biologico. Queste idee derivano da concetti pre-scientifici di ereditarietà ("contaminazione ereditaria") con l'enfasi creata dal Lamarckismo sullo sviluppo biologico attraverso lo scopo e l'abitudine. I concetti di degenerazione erano spesso associati ad atteggiamenti politici autoritari, incluso il militarismo e la razzismo scientifico, nonché con timori sul possibile declino nazionale. La teoria ha origine in concetti razziali di etnia, registrati negli scritti di scienziati medici come Johann Friedrich Blumenbach e Robert Knox. A partire dalla metà dell'Ottocento, divenne influente in psichiatria attraverso gli scritti di Bénédict Morel e in criminologia con Cesare Lombroso. Si nutrì anche dell'ideologia del nazionalismo etnico, attraendo, tra gli altri, Maurice Barrès, Charles Maurras e l'Action Française. Intorno al 1890, nel lavoro di Max Nordau e altri esponenti della teoria, la degenerazione divenne un concetto più generale nei commenti sociali.

### L'influenza degli studi di H. G. con Huxley
Tra il 1884 e il 1885 Wells ebbe modo di conoscere Thomas Henry Huxley, suo insegnante di biologia, noto con il soprannome di "Mastino di Darwin" per via del suo acceso convincimento per l'evoluzionismo darwiniano. All'epoca la teoria sull'origine delle specie di Charles Darwin non era ancora stata unanimemente accettata dalla scienza e le scoperte scientifiche erano molto frequenti. Wells ebbe modo lavorare con Huxley per un breve periodo di tempo, poiché poco dopo il biologo si ammalò, lasciando spazio al nuovo professore, Howes. A fine anno Wells superò l'esame di zoologia in maniera brillante, distinguendosi assieme a Martin Woodward e A.V. Jennings tra i migliori della classe; con quest'ultimo in particolare strinse una buona amicizia: con Jennings, Wells si sentiva in grado di parlare liberamente, discutendo di politica, scienza e teologia, definendo l'amico una mente più vivace ed equipaggiata della sua, la prima trovata a South Kensington.
La profonda ammirazione per Huxley e per Howes, verrà ricordata da Wells nella sua autobiografia An Experiment in Autobiography, del 1934.

## L'opera
Usando l'utile etichetta di "excelsior biology", lo scritto sfida le interpretazioni ottimistiche dell'evoluzione darwiniana, criticando tale credenza come "una creazione popolare e poetica". Le idee sostenute da Huxley, riemergono nello scritto che tratta il curioso caso delle ascidiacea, organismi che inizialmente, allo stato di larva sono dotate di una notocorda (la struttura da cui deriva la colonna vertebrale dei vertebrati), caratteristica che le classifica nel phylum dei Cordati, assieme ai vertebrati, ma che subiscono una metamorfosi quando trovano un luogo adatto per l'insediamento. Durante la metamorfosi la coda, insieme alla notocorda e al tubo neurale, viene riassorbita, regredendo in creature capaci di nulla di più faticoso di attaccarsi permanentemente a una roccia; diventare in effetti una "semplicemente un'escrescenza vegetativa" su una pietra.

### Considerazioni di H. G. Wells
Wells introduce l'opera supponendo che nessuna teoria scientifica è più ampiamente discussa o più generalmente fraintesa tra le persone colte che le opinioni dei biologi riguardo alla storia passata e alle prospettive future nella loro mancanza di esperienza, avvalendosi di frasi tecniche e citando erroneamente le autorevolezze intellettuali del settore con uno spirito invincibilmente ottimista, il pubblico istruito è arrivato a modo suo a una resa dei risultati che trova estremamente soddisfacenti, considerando nel passato il grande scorrere della natura si è sviluppato costantemente per rivelare un'armonia sempre più ricca di forme e gradi dell'essere successivamente sempre più alti, e presuppone che questa "evoluzione dell'essere" continuerà ad aumentare la propria velocità fino alla sua estrinsecazione. Questa credenza, efficace, progressiva e gradita come scene di trasformazione in una pantomima, non riceve nessuna conferma del tutto soddisfacente nel registro geologico e negli studi dell'embriologo filogenetico.
Al contrario, è quasi sempre associato al suggerimento di avanzare, nei fenomeni biologici, un'idea opposta, che è il suo complemento essenziale. Il tecnicismo che lo esprime, se ripagato in maniera sufficiente nel mondo della cultura, fa molto per riconciliare il naturalista e la sua platea. Il bagliore senza tonalità dell'evoluzione ottimistica sarebbe poi ammorbidito da un'ombra; la monotona reiterazione di Excelsior! da parte di persone che non "puntano in alto", ma contrariamente interrompono l'armonia creata, rafforzata da una discordia, l'antitesi della degradazione evolutiva.
Wells prosegue affermando che sono stati a lungo conosciuti casi isolati di degenerazione, e l'attenzione popolare è stata attirata su di loro al fine di indicare le lezioni morali ben intenzionate, l'errata analogia tra le specie e gli individui impiegati. Solo di recente, tuttavia, è stata sospettata l'enorme importanza della degenerazione come processo plastico in natura e riconosciuta la sua intera parità con l'evoluzione, così esprimendosi, Wells ha accolto con favore questa complicazione nella presunta teleologia del progresso umano.
Wells prosegue nel testo affermando che la maggior parte delle persone, che accettano il pensiero darwiniano, interpretano l'evoluzione organica come un sistema evolutivo nato con l'ameba, e sviluppatosi poi in meduse, pesci-conchiglia in forme di vita semi-invertebrate, e poi veri pesci e anfibi, rettili, uccelli, mammiferi e uomini, l'ultimo e il primo della creazione. È stato sottolineato, negli scritti di Darwin che questo è molto simile a un uomo come discendente dei suoi primi cugini, questi a loro volta discendenti dal loro secondo, evolutosi grazie alle sue relazioni al successivo allontanamento, rendendo il più remoto essere umano vivente il suo antenato principale, quella che oggi è la teoria dell'antenato comune dove si evince che tutti gli esseri viventi sulla Terra condividono un antenato comune: questo è testimoniato dalle somiglianze tra i diversi organismi oggi viventi (ad esempio la stessa struttura del DNA, lo stesso codice genetico, gli stessi amminoacidi) e dalla paleontologia. Ciò era stato ipotizzato dallo stesso Charles Darwin, nella sua visione dell'albero della vita.

#### Riflessioni di Wells sulla degenerazione evolutiva
Come da oggetto della sua opera Wells afferma che non sempre l'evoluzione segue un processo di miglioramento evolutivo, se infatti l'evoluzione si basa su una costante crescita, lo scrittore prende in considerazione la teoria della degenerazione sociale, paragonando l'ascesa evolutiva ad uno schema di alti e bassi con evoluzioni e regressioni costanti.
(Zoological Regression, H. G. Wells, 1891)
Wells prosegue lo scritto affermando che la più nota e forse la più grafica e tipica illustrazione del corso regressivo si trova nel genere delle Tunicata, che costituiscono un gruppo del rango Subphylum, e che comprende, tra una grande varietà di forme, le ascidie, Wells sottolinea come la metamorfosi indurrebbe in errore un osservatore inesperto, che avrebbe potuto inizialmente inserire nel regno minerale o vegetale, confondibili poiché semplicemente grumi informi di una rigida; sostanza cartilaginea semitrasparente, in cui sono incastonati ciottoli, ramoscelli e sporcizia, e solo l'esame più attento di questo esterno poco promettente avrebbe scoperto qualsiasi prova del vivente all'interno.

### Approfondimenti
1. ↑  Dal 1876 divulgò la propria teoria antropologica della delinquenza nelle cinque successive edizioni de L'uomo delinquente, che successivamente espanse in un'opera in più volumi. Tra i massimi studiosi di fisiognomica, Lombroso misurò la forma e la dimensione dei cranii di molti briganti uccisi e portati dal Meridione d'Italia in Piemonte, concludendone che i tratti atavici presenti riportavano indietro all'uomo primitivo. In effetti quella che sviluppò fu una nuova pseudoscienza che si occupava di frenologia forense. Egli dedusse che i criminali portavano tratti anti-sociali dalla nascita, per via ereditaria, cosa che oggi si considera del tutto infondata. Da notare che Lombroso aveva sviluppato la teoria dell'atavismo un anno prima della pubblicazione de L'origine delle specie di Darwin (1859).
2. ↑  Per idea opposta Wells intende l'intuizione di qualcosa che ricorda un incipit sul principio di complementarità, la distinzione tra due punti di vista fondamentali, rivolti ai fenomeni, e in particolare verso la naturale percezione umana.[24]

Il primo punto di vista a cui fa riferimento Wells è la prospettiva della visione umana rispetto alle grandezze astronomiche, quello che in seguito definisce l'assoluto punto di vista di percepire le cose a distanza, da questa prospettiva di spazio infinito l'uomo risulta essere infinitesimale. Tutto sommato c'è anche un punto di vista da parte del uomo, questa prospettiva riguarda tutto ciò che è presente nell'universo appare in lontananza, poiché visto in relazione all'occhio umano. In entrambi i casi, cosmico o umano, ha le sue insidie. Il pericolo della visione cosmica è un disprezzo per quello che Wells definisce l'unico, l'individualità di tutti i fenomeni, mentre il pericolo della visione umana è il prestarsi troppo facilmente l'errore di concezione secondo cui tutto ciò che è nell'universo è stato creato per l'uomo e per i suoi bisogni, per cui l'uomo si viene a trovare al centro dell'universo e può considerarsi misura di tutte le cose (antropocentrismo).[24]

Riconoscendo che ogni prospettiva può di per sé portare a distorsioni, Wells fa affidamento su entrambi, anche se il principale punto focale dei suoi scritti si spostano gradualmente dalla visione cosmica a quella umana. Nei suoi saggi e racconti prima di La macchina del tempo, e in larga misura nella stessa, il cosmico e il processo evolutivo domina il suo campo visivo, anche se in seguito all'accrescimento letterario di Wells, riparte senza la visione umana, perdendo di vista tuttavia il grande universo in cui l'uomo si trova situato. Il corrispondente a questo cambiamento di messa a fuoco è una visione alterata delle prospettive per la specie umana, con la visione delle leggi della natura che eliminano ciò che l'uomo propone, lasciano spazio ad un'idea di evoluzione "artificiale", l'uomo prende coscientemente in carico del suo futuro plasmando il suo ambiente socio culturale, oltre il quale può esercitarne il controllo.[24]

Il concetto prende forma dalla teoria di August Weismann, uno dei più acuti teorici dell'evoluzionismo e dell'ereditarietà. Accolse con entusiasmo le teorie di Charles Darwin, contribuendo alla loro diffusione e alla loro accettazione in Germania, contribuendo in maniera sostanziale con deduzioni personali, avvicinandosi e successivamente diventando la "guida" del movimento "neodarwinista" che negava in maniera categorica la trasmissibilità dei caratteri acquisiti.[25] Un'evoluzione dettata della selezione, la cui azione avviene sulle variazioni individuali ereditarie, tutte esclusivamente di origine interna. L'azione che l'ambiente esercita sul corpo degli organismi, non si ripercuote sulle cellule riproduttive, annullando gli effetti dell'eredità e di conseguenza dell'evoluzione.[25]
3. ↑  Da un'iniziale analisi morfologica, i cefalocordati sono stati individuati come i più vicini parenti dei Vertebrati. Con l'avanzare della tecnologia molecolare si è potuto osservare che in realtà la visione morfologica non è ben supportata. Infatti recenti studi dimostrano che il subphylum dei Tunicata è più strettamente imparentato col phylum Vertebrata. Analisi filogenetiche e genomiche supportano l'ipotesi secondo cui il clade che comprende Tunicata e Craniata viene identificato con il nome di Olfactcreature, come sister group dei Cefalocordati, rendendo obsoleta la visione precedente che prevedeva il gruppo degli Eucordati[30]. Il clade Olfactores viene ben supportato anche da recenti analisi genetiche con l'utilizzo di miRNA[31] che rappresentano un sempre più promettente marker filogenetico.

### Fonti
1. 1 2  (EN) Liam Gearon, Notes, in English Literature, Theology and the Curriculum - Theology in Dialogue, Bloomsbury Publishing, 1999, ISBN 978-1-4411-4544-4. URL consultato l'8 maggio 2019.
2. ↑   L'Ottocento: biologia. La teoria dell'evoluzione di Darwin, su treccani.it. URL consultato l'8 maggio 2019.
3. ↑  (EN) Peter J. Bowler, Evolution: The History of an Idea, University of California Press, 2003, ISBN 0-520-23693-9.
4. ↑  (EN) John Dewey, The Influence of Darwinism on Philosophy, in Great Essays in Science, Prometheus Books, 1994, ISBN 0-87975-853-8.
5. ↑  (EN) Edward Larson, Evolution: The Remarkable History of a Scientific Theory, New York, Modern Library, 2004, ISBN 0-8129-6849-2.
6. 1 2  (EN) p.44 Paul A. Erickson e Liam D. Murphy, General Summary and Conclusion The Descent of Man, in Readings for a History of Anthropological Theory, Fifth Edition, University of Toronto Press, 19 ottobre 2016. URL consultato l'8 maggio 2019.
7. ↑  (EN) The Descent of Man Page 391, su charles-darwin.classic-literature.co.uk. URL consultato l'8 maggio 2019.
8. ↑  (EN) Robert Knox, The Races of Men: A Fragment, Londra, Renshaw, 1850.
9. 1 2  (EN) Daniel Pick, Faces of Degeneration: A European Disorder, c.1848 - c.1918, Cambridge University Press., 1989.
10. 1 2  (EN) Ian Dowbiggi, Degeneration and hereditarianism in French mental medicine 1840-1890: psychiatric theory as ideological adaptation, in The Anatomy of Madness, 1 People and Ideas, Londra & New York, Tavistock Publications, 1990,  pp. 188-232.
11. ↑  (EN) Arthur Herman, The Idea of Decline in Western History, New York, London, The Free Press, 1997.
12. ↑  (EN) Janet Oppenheim, 8 - Nervous Degeneration, in Shattered Nerves: Doctors, Patients and Depression in Victorian England, New York, Oxford, 1999,  pp. 265-292.
13. ↑  (EN) Marvin Harris, The rise of anthropological theory: a history of theories of culture, Rowman Altamira, 2001,  p. 84, ISBN 978-0-7591-0133-3. URL consultato l'8 maggio 2019.
14. ↑  (EN) pp. 39–55 Jack Hitt, Mighty White of You: Racial Preferences Color America's Oldest Skulls and Bones, Harper's, luglio 2005.
15. ↑   Richards Evelleen, The "moral anatomy" of Robert Knox: the interplay between biological and social thought in Victorian scientific naturalism, vol. 85, Isis, 1994,  pp. 377-411, JSTOR 235460.
16. ↑  (EN) Paul Turnbull, Week Nine: Psychiatry and Hereditary Degeneration, 1860–1914, su paulturnbull.org. URL consultato l'8 maggio 2019.
17. ↑  (EN) Ann Mozley, Australian Dictionary of Biography - Thomas Henry Huxley (1825-1895), su adb.anu.edu.au. URL consultato il 14 febbraio 2013.
18. ↑   Manuele Bellini, 14, in L'Orrore nelle arti. Prospettive estetiche sull’immaginazione del limite, ScriptaWeb, ISBN 978-88-89543-66-5. URL consultato il 13 febbraio 2013.
19. ↑  (EN) H.G. Wells, Experiment in Autobiography - Discoveries and Conclusions of a Very Ordinary Brain (Since 1866) (PDF), Iª ed., Londra, Victor Gollancz Ltd, settembre 1934,  p. 840. URL consultato il 22 febbraio 2013.
20. ↑  (EN) Deviance, disorder and the self - Biographical Essay - H. G. Wells and the uses of Degeneration in Literature, su bbk.ac.uk. URL consultato l'8 maggio 2019.
21. ↑  (EN) Jerome Meckier, Notes to page 105-116, in Innocent Abroad: Charles Dickens's American Engagements, University Press of Kentucky, 2015, ISBN 978-0-8131-6392-5. URL consultato l'8 aprile 2019.
22. ↑  (EN) Greg Buzwell, Gothic fiction in the Victorian fin de siècle: mutating bodies and disturbed minds, su bl.uk, 15 maggio 2014. URL consultato l'8 maggio 2019 (archiviato dall'url originale il 2 maggio 2023).
23. 1 2 3 4  (EN) H. G. Wells e Nicholas Ruddick, The Evolutionary Context Biology, in The Time Machine: An Invention, Broadview Press, 12 febbraio 2001,  pp. 162-167, ISBN 978-1-55111-305-0. URL consultato l'8 maggio 2019.
24. 1 2 3  H. G. Wells Early Writings in Science and Science Fiction, Prefazione pp. IX-X.
25. 1 2   Giuseppe Montalenti, WEISMANN, August, su treccani.it. URL consultato il 18 maggio 2019.
26. ↑  (EN) William M. Greenslade e William P. Greenslade, Biological Poetics, in Degeneration, Culture and the Novel: 1880-1940, Cambridge University Press, 28 aprile 1994,  pp. 33-34. URL consultato l'8 maggio 2019.
27. ↑   Theobald DL, A formal test of the theory of universal common ancestry, vol. 465, n. 7295, Nature, maggio 2010,  pp. 219-222, Bibcode:2010Natur.465..219T, DOI:10.1038/nature09014, PMID 20463738.
28. ↑  (EN) Francesca Iannelli, L’albero della vita, su oggiscienza.it. URL consultato l'8 maggio 2019.
29. ↑  (EN) Charles Darwin, Origin Of Species Darwin, London, John Murray, su darwin-online.org.uk. URL consultato l'8 maggio 2019.
30. ↑  Delsuc F.,Brinkmann H.,Chourrout D. & Hervé Philippe, 2006 Tunicates and not cephalochordates are the closest living relatives of vertebrates, Nature 439, 965-968 doi:10.1038/nature04336;
31. ↑  Cia Q., Zhang X., Li Z., 2010, MiRNAs as Promising Phylogenetic Markers for Inferring Deep Metazoan Phylogeny and in Support of Olfactores Hypothesis, IEEE International Conference on Bioinformatics and Biomedicine